# 데이브 게한
데이브 게한(David Gahan, 1962년 5월 9일 ~)은 영국의 싱어송라이터이며, 1980년에 데뷔한 영국의 신스팝 밴드인 디페쉬 모드의 리드 싱어로 잘 알려져 있다. 그는 또한 기량이 뛰어난 솔로 아티스트로, 두 장의 정규 앨범을 발매했다. 디페쉬 모드에서는 동료인 마틴 고어가 메인 작곡가이긴 하지만, 데이브는 최근 몇 년 동안 《Playing the Angel》(2005), 《Sounds of the Universe》(2009) 그리고 《Delta Machine》(2013)의 많은 곡들의 작곡에 참여했다. 이들 중 2006년의 "Suffer Well"과 2009년의 "Hole to Feed"는 싱글컷 되었다. 그는 또한 2012년 소울세이버스의 《The Light the Dead See》에서 작가사이자 리드 보컬로 참여하기도 했다. 그는 큐 매거진의 "가장 위대한 가수 100인"에서 73위에, "가장 위대한 프론트맨 100인"에서 27위에 랭크되었다.

## 생애

### 유년기와 성장기
데이브 게한은 버스 운전 기사인 렌 콜컷(Len Callcott)과 런던 버스의 여차장이었던 실비아(Sylvia) 사이의 노동 계급 가정에서 태어났다. 그의 아버지는 그가 생후 6개월이었을 때 가족을 떠났으며, 렌과 실비아는 2년 후 이혼했다. 후에 실비아가 셸 오일의 감독자인 잭 게한(Jack Gahan)을 만나 재혼하면서 데이브와 그의 여동생 수(Sue)는 에식스 주의 베이즐던으로 이사한다. 그 후 피터(Peter)와 필(Phil)이라는 두 명의 남동생이 더 태어나게 된다. 데이브와 수는 계부인 잭을 마치 친부처럼 따르며 성장한다.
1972년, 데이브가 10살이 되었을 때, 그의 계부가 세상을 떠났다. 그는 어느 날 집에 돌아왔는데 자신의 집에 생물학적 아버지인 사람이 와 있었다고 회상한다. 그 일에 대해 그는 이렇게 말한다. "그 날을 잊을 수가 없어. 학교가 끝나고 집에 돌아왔는데 우리 엄마 집에 낯선 사람이 앉아있는거야. 엄마는 그 사람이 내 진짜 아버지라고 했어. 그러고 나서 내가 '말도 안돼요. 우리 아빤 죽었는데.'라고 말했던 게 생각나. 난 그 사람에 대해 알아야 할 필요가 없었다고 생각해. 그 날부터, 렌은 때때로 우리 집에 찾아왔었는데 1년 후에 다시 사라져버리고 말았어. 그 이후론 영영 자취를 감췄지. 자라면서, 그 사람에 대해 점점 더 많이 생각해보게 되었어. 우리 엄마가 그 사람에 대해 얘기해준 거라곤 그가 저지에서 호텔을 운영하고 있다는 것 뿐이야. 엄마는 내 생부에 관해 얘기해야 할 필요가 있다고 생각하실 때까지 그 이야기를 해주지 않으셨는데, 그 땐 시대가 달랐기 때문에 난 엄마가 옳은 일을 했다고 생각했었지."

### 사생활
데이브 게한은 청소년기의 연인이었던 조앤(Joanne)과 첫 번째 결혼을 했으며 그녀와의 사이에서 잭(Jack)이라는 이름의 아들을 두었다. 데이브의 두 번째 아내는 한 때 디페쉬 모드의 홍보 담당가였던 테레사(Teresa)였는데, 그녀와의 결혼 생활은 4년간 지속되었다. 조앤과 테레사 둘 다 101 다큐멘터리에 등장한다. 데이브 게한은 1997년부터 뉴욕에 거주해 왔는데, 그는 현재 세 번째 부인인 제니퍼(Jennifer)와 딸인 스텔라 로즈(Stella Rose), 그리고 제니퍼와 그녀의 이전 동반자 사이의 아들인 지미(Jimmy)와 살고 있다. 제니퍼는 "Suffer Well" 뮤직비디오에서 한 번은 천사 역으로, 또 한 번은 본인 역으로 출연한다.
데이브는 헤로인 중독에서 회복되는 중이다. 로스앤젤레스에서의 험난했던 생활 동안 응급 구조 대원들이 붙여준 '고양이'라는 별명에 걸맞게, 그는 죽을 뻔한 고비를 4번이나 넘겼다. 첫 번째 고비는 1993년 뉴올리언스에서의 공연 동안 가벼운 심장 발작이 왔을 때였는데, 이로 인해 밴드 멤버들은 그가 부재 중인 상태에서 앵콜 공연을 진행해야 했다. 의사들은 그에게 공연을 중단하고 휴식을 취하라고 권고했지만 그는 그러지 않았다. 두 번째 고비는 1995년 8월, 그가 손목을 그어 자살을 시도했을 때였다. "그건 분명 자살 시도였어. 하지만 도와달라는 울부짖음이기도 했지. 난 누군가가 나를 발견할 거라고 확신하고 있었거든."라고 그는 말한다. 1996년 5월 28일, 그는 로스앤젤레스의 선셋 마퀴스 호텔에서 스피드볼(코카인에 헤로인, 모르핀 또는 암페타민을 섞은 마약)을 과잉 투여하기도 했다. 이 때 응급 구조 대원들에 의해 그가 되살아나기까지, 그의 심장이 2분가량 멎었다고 한다. 그 때의 경험에 대해 그는 이렇게 얘기한다. "내가 제일 처음 생각한 건 엄청나게 어둡다는 거였어. 그렇게까지 어둡다고 느낀 건 그 때가 처음이었어. 그리고, 그 때 내가 뭘 하고 있었던 간에, 그건 엄청나게 잘못된 일이라고 생각했었지." 그리고 그는 당시의 애인이자 현재 부인인 제니퍼가 그에게 돌아오라고 부르는 것을 들었다고 말한다. 《Ultra》는 결국 재활원에서 그의 치료가 끝나고 나서야 발매될 수 있었다.
2009년 5월 12일, 디페쉬 모드가 Universe 투어로 그리스의 아테네에서 무대에 서기 바로 직전, 데이브는 그의 대기실에서 쓰러졌다. 그는 병원으로 급히 이송되었고, 위장염 진단을 받는다. 추가 검사로 그의 방광에서 심하지는 않은 악성 종양이 발견되어 수많은 일정들이 연기되거나 취소되었다. 그의 종양은 성공적으로 절제되었다. 의사의 지시로 얼마 간의 회복 기간을 거친 후, 6월 8일 독일 라이프치히에서 투어가 재개되었다. 이후 2009년 7월 9일 스페인 빌바오 공연 중 그의 종아리 근육이 파열되어 두 개의 공연이 취소되었다. 2주 간의 휴식 후 디페쉬 모드는 북미 일정을 위해 투어를 재개했다. 2009년 8월 10일 시애틀에서의 공연 중, 그는 이번에는 성대 부상을 입는다. 의사들은 그에게 휴식을 권했으며 이로 인해 또 2개의 공연이 취소되었다. 디페쉬 모드는 8월 16일 로스앤젤레스에서 무대에 복귀하게 된다. 팬들과 언론에 따르면, 그의 건강 상의 차질에도 불구하고 공연은 여느 때만큼이나 훌륭했다고 한다. 2009년 10월 라틴 아메리카 투어의 멕시코, 코스타 리카, 콜롬비아, 페루, 칠레 그리고 아르헨티나 공연에서 그는 어떠한 이상 증후도 보이지 않았다고 한다.